# Římskokatolická farnost Jiříkov
Římskokatolická farnost Jiříkov (lat. Georgswalda) je církevní správní jednotka sdružující římské katolíky na území města Jiříkov a v jeho okolí. Organizačně spadá do děčínského vikariátu, který je jedním z 10 vikariátů litoměřické diecéze. Centrem farnosti je kostel svatého Jiří v Jiříkově.

## Historie farnosti
Původ tzv. staré farnosti není znám. Nově byla kanonicky zřízena od roku 1664. Matriky jsou vedeny od roku 1665.

### Duchovní správcové vedoucí farnost

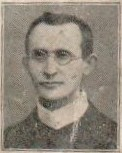
P. Johann Schmied, CSsR (1886-1931), katecheta ve Filipově

Začátek působnosti jmenovaného v duchovní správě farnosti od roku:
- 1669 Tobias Michaël Schletwiz
- 1693 Abraham Mickel
- 1694 Antonius Hieronymus David
- 1716 admin. Jos. Tietze
- 1716 Jos. Lumpe
- 1717 Franciscus Aug. Schneider
- 1720 Salomon Jos. Bayer
- 1745 Joannes Gothard. Stolz
- 1753 Carolus Jos. Göhler
- 1767 Anton. Wenschuch
- 1802 Ferd. Zenkner
- 1804 Georg. Göttlich, n. 20. 3. 1771 Zwickau, o. 1. 2. 1797, † 11. 9. 1843
- 1843 par. vacat, admin.[3] Franc. Schubert[4]
- 1845 Franc. Jos. Schubert;[3] farář a okrskový vikář[4]; n. 19. 4. 1807 Scheles., o. 5. 8. 1831, † 25. 12. 1882;
- 1883 Franc. Storch, n. 8. 10. 1826 Graber, o. 14. 10. 1849, † 11. 8. 1901
- 1899 Jac. Kasper, n. 18. 10. 1838 Lobendau, o. 30. 6. 1864, † 10. 2. 1915
- 1913 Fred. Fischer, n. 31. 7. 1880 Theresienstadt, o. 24. 7. 1904
- 1914 par. vacat, admin. interc. Ferd. Sax
- 1915 Anton. Friese, n. 17. 10. 1874 Fugau, o. 9. 7. 1899, † 3. 3. 1926
- 1926 Carol. Mimberg, n. 17. 7. 1880 Dortmund, o. 16. 7. 1905, † 6. 3. 1960
- 1. 12. 1936 Joann. May, n. 13. 12. 1904 Kaiserwalde, o. 29. 6. 1931, † 28. 12. 1968
- 1. 3. 1946 Wenc. Tauber
- 12. 8. 1953 Bohuslav Čálek
- 1. 2. 1955 Josef Šimon
- 1. 8. 1975 Zdeněk Maryška
- 15. 7. 1990 Antonín Hladký SDB
- 1. 1. 1991 Werner Rösch SDB[5]
- 1. 6. 1993 Antonín Hladký SDB
  - 1993 Augustin Holík SDB, správce Salesiánského střediska, n. 25. 4. 1919 Velíková, o. 6. 7. 1947 Osek u Duchova, † 18. 9. 1996 Zlín
- 1. 5. 1999 Miroslav Maňásek SDB
- 1. 3. 2001 Václav Dvořák SDB
- 1. 7. 2001 Miroslav Dibelka SDB
- 1. 7. 2002 Jiří Veselý SDB
- 1. 7. 2003 Pavel Tichý SDB
- 1. 9. 2006 Jozef Kujan SDB, admin. exc. z Rumburku[3]

Kromě kněží stojících v čele farnosti, působili ve farnosti v průběhu její historie i jiní kněží. Většinou pracovali jako farní vikáři, kaplani, katecheté, výpomocní duchovní aj.

## Území farnosti
Do farnosti náleží území dřívějších historických obcí:
- Filipov (Philippsdorf[p 2])
- Jiříkov (Georgswalde[p 2])
- Loučné (Wiesenthal[p 2])
- Nový Jiříkov (Neugeorgswalde[p 2])

## Římskokatolické sakrální stavby na území farnosti
| | Fotografie | Stavba                                  | Místo                                      | Bohoslužby                      | Zeměpisné souřadnice             | Status           | Číslo kulturní památky           |
| Kostel | Kostel     | Kostel                                  | Kostel                                     | Kostel                          | Kostel                           | Kostel           | Kostel                           |
| --- | ---------- | --------------------------------------- | ------------------------------------------ | ------------------------------- | -------------------------------- | ---------------- | -------------------------------- |
| 1. |            | Kostel sv. Jiří                         | Jiříkov                                    | bližší informace o bohoslužbách | 50°59′39″ s. š., 14°34′12″ v. d. | farní kostel     | 14939/5-3767 (Pk•MIS•Sez•Obr•WD) |
| 2. |            | Bazilika Panny Marie Pomocnice křesťanů | Filipov                                    | bližší informace o bohoslužbách | 50°58′50″ s. š., 14°35′52″ v. d. | bazilika minor   | —                                |
| Kaple |            |                                         |                                            |                                 |                                  |                  |                                  |
| 3. |            | Kaple Božského srdce Páně               | Jiříkov (Schrödingerův institut)           | bohoslužby příležitostně        | 50°59′25″ s. š., 14°34′39″ v. d. | klášterní kaple  | —                                |
| 4. |            | Modlitebna (kulturní místnost)          | Filipov č. p. 65 (Domov „Srdce v dlaních“) | bližší informace o bohoslužbách | 50°58′49″ s. š., 14°35′51″ v. d. | oratorium        | —                                |
| 5. |            | Hřbitovní kaple                         | Jiříkov                                    | bohoslužby příležitostně        | 50°59′29″ s. š., 14°33′53″ v. d. | hřbitovní kaple  | —                                |
| 6. |            | Rascheho kaple                          | Jiříkov                                    | bohoslužby příležitostně        | 50°58′51″ s. š., 14°34′11″ v. d. | výklenková kaple | —                                |
| 7. |            | Domov Severka Jiříkov Filipovská 582/20 | Jiříkov                                    | bližší informace o bohoslužbách | 50°59′30″ s. š., 14°34′34″ v. d. | oratorium        | —                                |
| Některé drobné sakrální stavby a pamětihodnosti lze dohledat zde v databázi Drobné sakrální památky Zaniklé sakrální stavby lze dohledat zde v databázi Poškozené a zničené kostely, kaple a synagogy v České republice |            |                                         |                                            |                                 |                                  |                  |                                  |

Ve farnosti se mohou nacházet i další drobné sakrální stavby, místa římskokatolického kultu a pamětihodnosti, které neobsahuje tato tabulka.

## Příslušnost k farnímu obvodu
Z důvodu efektivity duchovní správy byl vytvořen farní obvod (kolatura) farnosti – děkanství Rumburk, jehož součástí je i farnost Jiříkov, která je tak spravována excurrendo. Přehled těchto kolatur je v tabulce farních obvodů děčínského vikariátu.